# JConsole
A JConsole egy grafikus monitorozó eszköz, a JVM és a java alkalmazások monitorozására használható mind a lokális, mind a távoli gépeken. 
JConsole Java Virtual Machine fő funkcióit használja, hogy információt nyújtson azon alkalmazások performancia és erőforrás használatával kapcsolatban, melyek a Java platformon futnak. Mindezt a JMX technológián keresztül. JConsole a Java Development Kit (JDK) része, és a grafikus konzol a jconsole paranccsal indítható.

## Lásd még
- JMX
- Java Development Kit

## Külső hivatkozások
- Using JConsole Sun's article on using JConsole.
- Java SE Monitoring and Management Guide A technical guide.
- Monitoring and Management for the Java Platform JMX and JConsole in Sun Developer Network.
- JConsole command manual. Command usage and options.